# David Gaskell
John David Gaskell (* 5. Oktober 1940 in Orrell; † 24. Januar 2025) war ein englischer Fußballtorhüter. Er gewann 1963 mit Manchester United den englischen Pokal, nachdem er 1956 bereits als 16-Jähriger in der Charity-Shield-Partie gegen den Lokalrivalen City gestanden hatte. In den Jahren 1965 und 1967 folgten zwei englische Meisterschaften. Für gewöhnlich kam er jedoch über die Rolle des Ersatzmanns hinter Stammkeepern wie Harry Gregg oder Alex Stepney nicht hinaus.

## Sportlicher Werdegang
Gaskell wurde von Manchester Uniteds Talentscouts entdeckt, als er für die Jugendmannschaft seines Heimatklubs Orrell St Luke's im Tor stand. Er gesellte sich zu den anderen Nachwuchsspielern von „United“, die auch schon einmal für Handlangertätigkeiten im heimischen Old-Trafford-Stadion eingesetzt wurden. So auch am 24. Oktober 1956 und nach getaner Arbeit wollte er im Stadion des Lokalrivalen Manchester City der Partie seines Vereins im englischen Supercup – dem Charity Shield – als Zuschauer beiwohnen. Als sich Uniteds Torhüter Ray Wood verletzte und sich danach auch Feldspieler Duncan Edwards der zwischenzeitlich übergesteiften Handschuhe wieder entledigte, trat Gaskell von der Tribüne hinaus ins Rampenlicht. Die „Notlösung“ führte letztlich zum Erfolg und Gaskell blieb beim 1:0 sogar ohne Gegentor.
Sein Ligadebüt gab er gut ein Jahr später, aber beim 3:4 am 30. November 1957 daheim gegen Tottenham Hotspur blieb er ebenso glücklos, wie bei seinen anderen Einsätzen in der Saison 1957/58 gegen den FC Portsmouth (3:3) und die Wolverhampton Wanderers (0:4). Glücklich war freilich der Umstand, dass er nicht zum Kader gehörte, der im Februar 1958 zur Europapokalpartie nach Belgrad aufbrach und so zählte er nicht zu den Verunglückten des Flugzeugunglück von München. In der Folgezeit kam er in der ersten Hälfte der 1960er-Jahre häufiger zum Einsatz, blieb aber hinter Harry Gregg meist nur „zweite Wahl“. Gaskell galt als athletisch und akrobatisch, aber bei der Strafraumbeherrschung vor allem bei gegnerischen Flanken zeigte er gelegentlich Schwächen, wozu auch noch Verletzungsprobleme kamen. Seinen sportlichen Höhepunkt erlebte er 1963, als er im Endspiel des FA Cups stand, wobei diese Entscheidung gegen Gregg durchaus kontrovers diskutiert wurde. Dessen ungeachtet konnte Manchester United das Finale mit 3:1 gewinnen.
Die Verpflichtung von Pat Dunne im Mai 1964 sorgte dafür, dass Gaskell nur noch „dritte Wahl“ und nachdem beide Konkurrenten 1966 den Klub verließen, änderte dies wenig an seinem Stellenwert, da ihm gleichwertige Torhüter mit Alex Stepney und Jimmy Rimmer im Weg standen. Zum Gewinn der zwei englischen Meisterschaften (1965 und 1967) sowie 1968 des Europapokals der Landesmeister trug er daher nur marginal bei. Gaskells Reputation war bei der Vereinsführung auch deswegen angeschlagen, weil er aufgrund seiner schlechten sportlichen Perspektiven noch parallel im Rugby für seinen Heimatverein in Orrell aktiv war. In der Saison 1968/69 spielte er in der Northern Premier League für Wigan Athletic, bevor er im Juni 1969 Manchester in Richtung des Viertligisten AFC Wrexham verließ.
Gaskell stieg mit Wrexham bereits in seinem ersten Jahr in die dritte Liga auf und blieb dort insgesamt drei Jahre, bevor er verletzungsbedingt seine Profikarriere in England beendete. Kurze Zeit später zog es ihn nach Südafrika, wo er für die Arcadia Shepherds zwischen den Pfosten stand.
Im Jahr 2023 erhielt der mittlerweile 82-Jährige rückwirkend zwei Meisterschaftsmedaillen. Er war einer von „bis zu 18 ehemaligen Spielern“, denen diese Ehre seitens des Verbands zuteilwurde. In den 1960er Jahren hatten Spieler noch 14 statt wie später fünf Ligaeinsätze benötigt, um als offizielle englische Meister anerkannt zu werden und auch eine Siegermedaille zu erhalten.

## Titel/Auszeichnungen
- Englischer Meister: 1965, 1967
- Englischer Pokalsieger: 1963
- Englischer Supercupsieger: 1956